# Banktresor 713
Banktresor 713 (alternativer Arbeitstitel Ganoven-Ede und die Sore) ist ein deutscher Spielfilm aus dem Jahr 1957. Unter der Regie von Werner Klingler spielen Martin Held und Hardy Krüger zwei ungleiche Brüder auf einem Raubzug.
Der Film wurde in Schwarzweiß gedreht.

## Handlung
Der erst vor kurzem aus der Kriegsgefangenschaft entlassene Spätheimkehrer Herbert Burkhardt findet sich in der jungen Bundesrepublik nicht zurecht. Anständige Arbeit wird dem nicht mehr ganz jungen Mann im Wirtschaftswunderland Ludwig Erhards nicht angeboten. Seinem Bruder Klaus, deutlich jünger als er, geht es als Autowäscher nur unwesentlich besser. Dennoch lässt sich Klaus von Herbert dazu überreden, einen ungewöhnlichen Bruch in eine Bank zu wagen. Inmitten einer belebten Straße bauen beide Männer ein kleines Arbeitszelt auf, das genau über einen Kanaldeckel gespannt wurde. So fällt es nicht weiter auf, dass Herbert und Klaus durch die Kanalisation einen Schacht bis an die Tresorkammer buddeln.
Die finale Wand zum Tresorraum zu durchstoßen erweist sich als besonders schwierig. Dann geschieht ein schwerwiegender Zwischenfall: Ein Mann, der sie bei ihren unterirdischen Aktivitäten erkennt, stirbt. Daraufhin will Klaus, auch um die gemeinsame Zukunft mit seiner Freundin Margot nicht länger zu gefährden, kurz vor Schluss aus dem Vorhaben aussteigen. Er zieht sich zurück, den immer fanatischer im Tresorraum schweißenden Bruder zurücklassend. Doch Klaus vergisst, dass der aufgestemmte Zugang zum Tresorraum zu hoch liegt, als dass Herbert allein, ohne Klaus’ Hilfe, mit seiner Beute wieder in die Freiheit entkommen könnte. In der Ferne hört man bereits die Polizeisirenen ertönen.

## Produktionsnotizen
- Banktresor 713 wurde im Spätfrühling 1957 gedreht, passierte die FSK-Prüfung am 26. August 1957 und wurde am 29. August 1957 im Hamburger Passage Kino uraufgeführt.
- Der Film orientiert sich an tatsächlichen Gegebenheiten um die beiden Brüder Sass, die 1929 als Bankknacker in Berlin Berühmtheit erlangten.
- Alf Teichs war Produktionschef. Die Bauten stammen von Hanns H. Kuhnert und Max Vorwerg, die Kostüme entwarf Walter Salemann. Ralph Lothar assistierte Regisseur Klingler und übernahm auch eine kleine Nebenrolle. Heinz Willeg war einer von zwei Produktionsleitern. Franz X. Lederle war unter Helmuth Ashleys Leitung einfacher Kameramann.

## Kritiken
„Aus dem viel belachten Einbruch der asozialen Gebrüder Saß, die 1929 in Berlin, als Straßenarbeiter kostümiert, ein Bankgebäude von unten anbuddelten, die Tresore leerten und mit ihrer Beute ins Ausland flohen, formte Autor Herbert Reinecker (‚Der Stern von Afrika‘) ein verklärtes deutsches Problem. Bruder Saß tritt als Spätheimkehrer auf, dem das deutsche Wirtschaftswunder die Stirne bietet – er kriegt keine Arbeit. Aus sozialem Verdruß greifen daraufhin die Bankknacker 1957 (Martin Held und Hardy Krüger) zur Schippe. Der Film erkühnte sich einen so unkonventionellen Schluß, daß Kinobesucher in der Annahme protestierten, man habe ihnen die letzten Film-Meter vorenthalten. Eilfertig fügte der Verleih einen klärenden Ausgang bei: das einkopierte Wörtchen ‚Ende‘.“

Paimann’s Filmlisten resümierte: „Nach einem Musterfall mit psychologisch nicht voll überzeugender Einleitung aber lebensnahen Interpreten straff und in zwingend verdeutlicher Atmosphäre inszeniert.“

„Durchschnittlich spannender Kriminalfilm; um psychologische Begründung bemüht, konzentriert er sich in erster Linie jedoch auf die detaillierte Schilderung eines Verbrechens.“

Das große Personenlexikon des Films nannte Klinglers stark vom Rififi-Erfolg Jules Dassins geprägten Film ein „semidokumentarische(s) und atmosphärisch dicht inszenierte(s) Einbrecher-Drama“.